# Russule à pied court
Russula brevipes
Espèce
Russula brevipes, la Russule à pied court, est une espèce de champignons basidiomycètes de la famille des Russulacées.

## Liste des variétés
Selon MycoBank (3 décembre 2023) :
- Russula chloroides var. chloroides
- Russula chloroides var. glutinosa Bon, 1986
- Russula chloroides var. parvispora Romagn., 1967
- Russula chloroides var. trachyspora (Romagn.) Sarnari, 1998

## Systématique
Le nom correct complet (avec auteur) de ce taxon est Russula chloroides (Krombh.) Bres., 1900. L'espèce a été initialement classée dans le genre Agaricus sous le basionyme Agaricus chloroides Krombh., 1843.
Ce taxon porte en français le nom vernaculaire ou normalisé suivant : russule à lames glauques.
Russula chloroides a pour synonymes :
- Agaricus chloroides Krombh., 1843
- Galorrheus chloroides (Krombh.) P. Kumm., 1871
- Lactarius chloroides (Krombh.) A. Kawam., 1954
- Russula brevipes var. acrior Shaffer, 1964
- Russula brevipes Peck, 1890
- Russula delica f. chloroides (Krombh.) Imai, 1938
- Russula delica var. chloroides (Krombh.) Killerm., 1936
- Russula delica var. glaucophylla Quél., 1902
- Russula delicula Romagn., 1945

## Publication originale
- Bresadola, G., Fungi tridentini, vol. 2, 1900, p. 83-118